# Tomoaki Matsukawa
Tomoaki Matsukawa (født 18. april 1973) er en tidligere japansk fodboldspiller.
Han har spillet for flere forskellige klubber i sin karriere, herunder Bellmare Hiratsuka, Kyoto Purple Sanga og Consadole Sapporo.